# Gryźliny (gromada w powiecie olsztyńskim)
Gryźliny – dawna gromada, czyli najmniejsza jednostka podziału terytorialnego Polskiej Rzeczypospolitej Ludowej w latach 1954–1972.
Gromady, z gromadzkimi radami narodowymi (GRN) jako organami władzy najniższego stopnia na wsi, funkcjonowały od reformy reorganizującej administrację wiejską przeprowadzonej jesienią 1954 do momentu ich zniesienia z dniem 1 stycznia 1973, tym samym wypierając organizację gminną w latach 1954–1972.
Gromadę Gryźliny z siedzibą GRN w Gryźlinach utworzono – jako jedną z 8759 gromad na obszarze Polski – w powiecie olsztyńskim w woj. olsztyńskim na mocy uchwały nr 21 WRN w Olsztynie z dnia 4 października 1954. W skład jednostki wszedł obszar dotychczasowej gromady Gryźliny ze zniesionej gminy Stawiguda w powiecie olsztyńskim, a także obszar dotychczasowej gromady Zezuj ze zniesionej gminy Olsztynek w powiecie ostródzkim w tymże województwie. Dla gromady ustalono 9 członków gromadzkiej rady narodowej.
Gromadę zniesiono 1 stycznia 1958, a jej obszar włączono do gromady Stawiguda w tymże powiecie.